# Ljoebov Moechatsjeva
Ljoebov Aleksejevna Moechatsjeva (Russisch: Любовь Алексеевна Мухачёва) (Staraja Roessa, 23 juli 1947) is een Russisch langlaufster. 

## Carrière
Moechatsjeva behaalde haar grootste succes tijdens de Olympische Winterspelen 1972 in het Japanse Sapporo met het winnen van olympisch goud op de estafette, individueel eindigde zij als vierde op de 10 kilometer en als zesde op de 5 kilometer.

## Belangrijkste resultaten

### Olympische Winterspelen
| Editie | Plaats  | Resultaten                     |
| ------ | ------- | ------------------------------ |
| 1972   | Sapporo | 6e 5 km · 4e 10 km · estafette |

### Wereldkampioenschappen langlaufen
| Jaar | Plaats  | Resultaten                     |
| ---- | ------- | ------------------------------ |
| 1972 | Sapporo | 6e 5 km · 4e 10 km · estafette |